# Умар I Абу Хафс

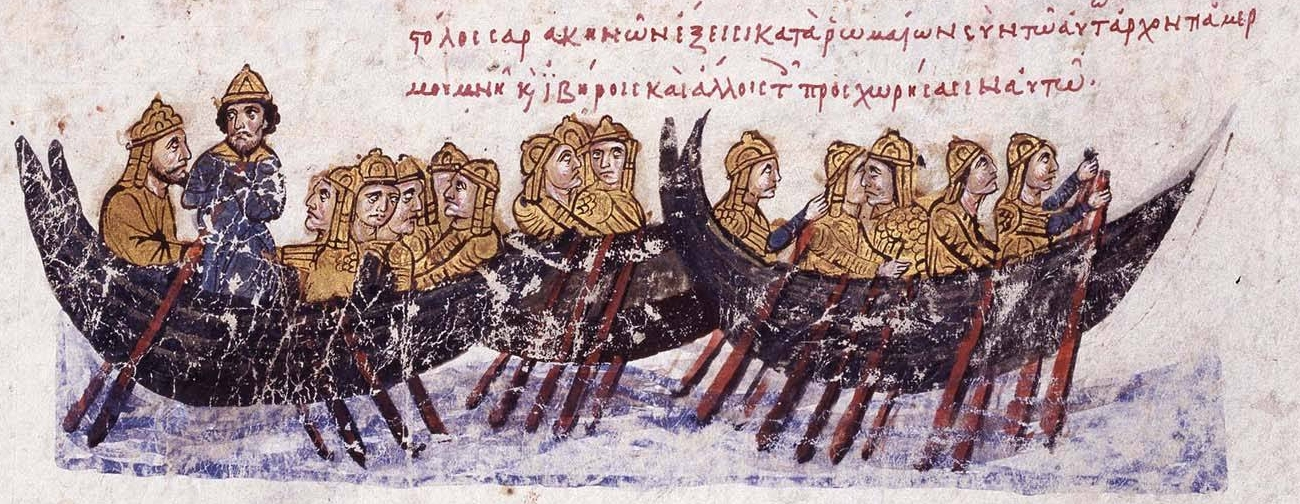
Захват Крита испанскими арабами под командованием Абу Хафса

Умар I Абу Хафс (полное имя — Умар ибн Хафс ибн Шуайб ибн Иса аль-Баллути; умер около 855; по прозвищу аль-Гхализ («Толстяк»), позднее аль-Икритиши («критянин»), известный как Умар I Абу Хафс (араб.  أبو حفص‎), в греческих источниках греч. Ἀπόχαψ , Apochaps[is]) — андалузский пират IX века, основатель Критского эмирата. Первый эмир острова Крита.

## Биография

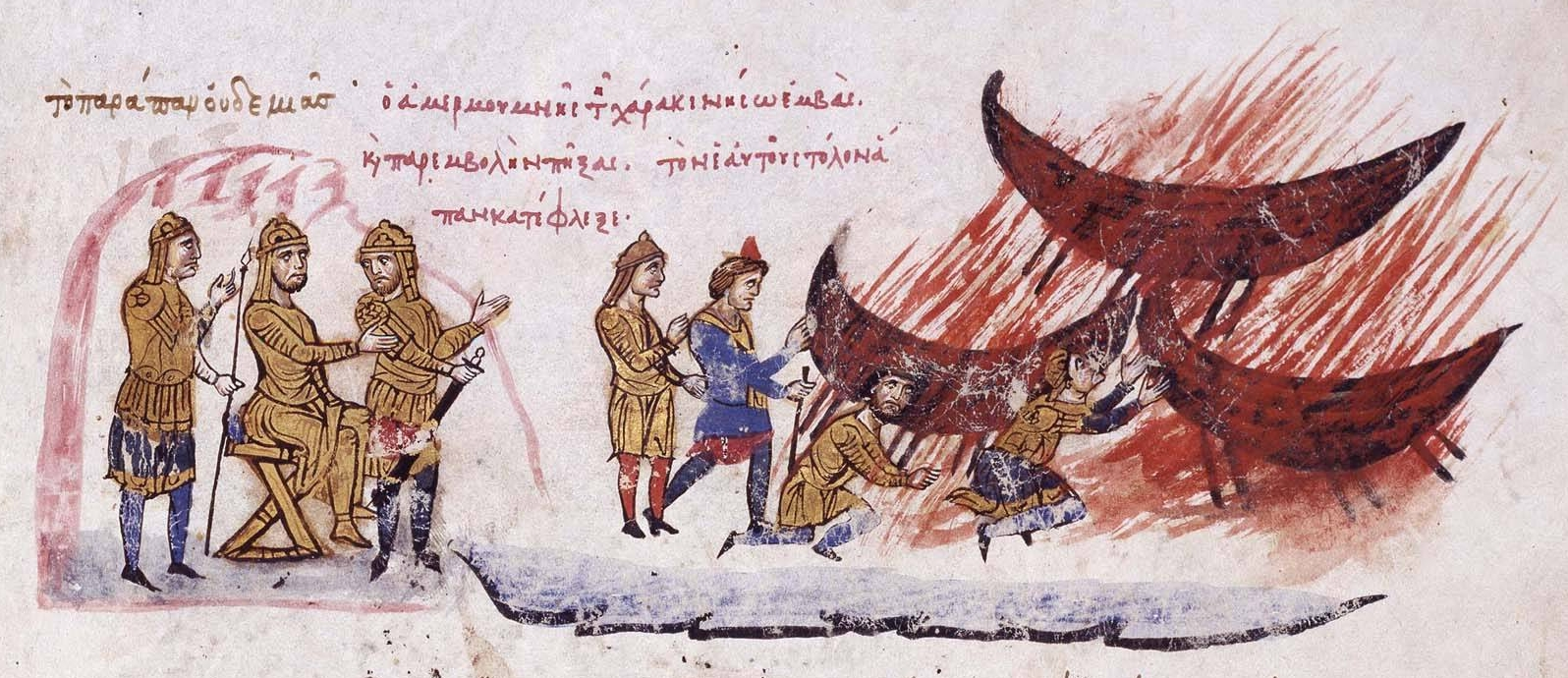
Абу Хафс приказывает сжечь свои корабли после достижения Крита. Миниатюра из рукописной Мадридской Скилицы

Корсар мавританского происхождения. Действовал в Средиземном море в 816—827 годах.

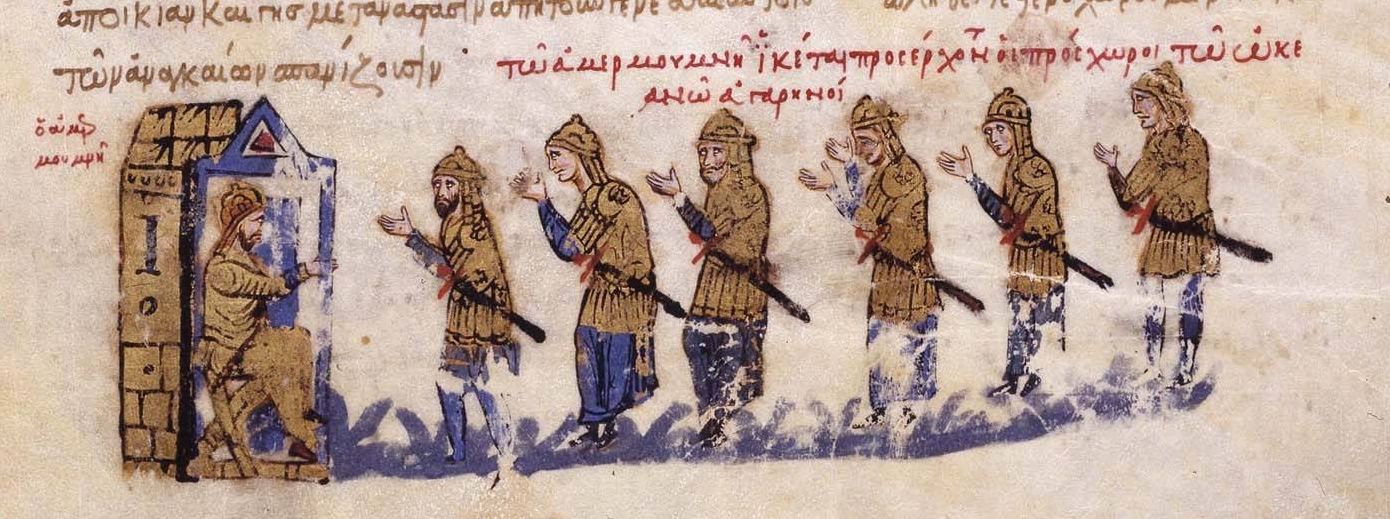
Андалузцы («арабы Иберии») обращаются к своему лидеру Апохапсу (Умару I Абу Хафсу). Миниатюра из рукописной Мадридской Скилицы

В правление эмира Кордовы омейяда Аль-Хакама I произошёл ряд восстаний с участием радикальных мусульман. В 805 и 806 годах прошли волнения в Кордове, которые были быстро подавлены. В 814 году вновь вспыхнуло восстание. Его участники осадили дворец эмира, однако после того как Аль-Хакам приказал поджечь предместье, где проживало большинство мятежников, те бросились спасать свои семьи. В результате бо́льшая часть восставших была уничтожена, а оставшимся под страхом распятия было приказано в три дня покинуть страну. Изгнанники достигли Средиземного моря, где одна часть из них направилась к Западной Африке, в 818 году поселившись в государстве Идрисидов, а другая к Египту.
Последние в количестве 15 000 человек под предводительством Умара Абу Хафса в 199 году хиджры (814/815 году) высадились в окрестностях Александрии. Воспользовавшись местными беспорядками, они захватили город и удерживали его до 827 года, когда были изгнаны войсками халифа.
Побежденным андалузцам позволили на сорока кораблях отплыть на Крит, который они, по крайней мере однажды, уже пытались завоевать. Под предводительством Умара Абу Хафса в 827 году мусульмане легко захватили Крит у Византийской империи, а затем в 828 году отразили попытку ромеев отбить остров.
Потомки Умара I Абу Хафса правили там как эмиры до 962 года, когда Византия отвоевала остров у мусульман.